# UCP (камуфляж)
Камуфляж UCP або універсальний камуфляж (англ. Universal Camouflage Pattern (UCP), дослівно — універсальний камуфляжний шаблон) — піксельний мультимасштабний військовий камуфляж, який у 2004—2019 роках використовувався збройними силами США як стандартний камуфляж для військових одностроїв ACU. Фахівці американського Natick Soldier Systems Center спробували розробити уніфікований візерунок, який маскував би користувача в будь-якому середовищі в не залежності від сезону. Лабораторні та польові випробування, що проводились у 2003—2004 роках показали, що візерунок, який мав назву All-Over-Brush (модель, розроблена підрядником MultiCam) показав найкращі показники приховування серед протестованих зразків і його було обрано переможцем серед десятьох інших візерунків. Одночасно зазначалось, що універсальні якості візерунка «все в одному» означали компроміс і візерунок мав нижчу ефективність в кожному окремому середовищі порівняно з забарвленням, розробленим саме для такого середовища. Крім того, фактично переможець конкурсу візерунок All-Over-Brush не став остаточним варіантом для універсального камуфляжу UCP. Натомість керівництво армії США використало піксельні шаблони CADPAT Збройних сил Канади та MARPAT Корпусу морської піхоти США, а потім змінило їх колірну гаму на основі трьох універсальних кольорів, розроблених під час випробувань 2002—2004 років, в результаті було отримано шаблон універсального камуфляжу UCP. Хоча піксельний візерунок універсального камуфляжу UCP схожий на камуфляжні візерунки MARPAT і CADPAT, його колірна гама суттєво відрізняється від них і є набагато світлішою. Остаточний варіант візерунка, прийнятий для універсального камуфляжу UCP був прийнятий без порівняльного тестування з іншими моделями.
Військовослужбовці США, які служили в Іраку та Афганістані, поставили під сумнів ефективність універсального камуфляжу UCP у маскуванні їх від ворожого спостереження і заявили, що однострій з цим камуфляжем фактично загрожує виконанню їх завдань та ставить під ризик їхні життя. У відповідь армія США провела кілька досліджень, щоб знайти модифікацію або заміну візерунка камуфляжу UCP. У липні 2014 року армія оголосила, що до кінця вересня 2019 року всю військову уніформу з візерунком універсального камуфляжу UCP буде замінено на однострій з новим камуфляжем OCP. Однак камуфляж UCP все ще подекуди використовується на окремих деталях одностроїв з обмеженими можливостями для заміни, наприклад, на деякому додатковому спорядженні для холодної погоди та старих бронежилетах.

## Відбір

### Фаза I

#### Початкові візерунки та кольори
Було розроблено три візерунки, які називаються All Over Brush, Track, та Shadow/Line. Для кожного візерунка було чотири комбінації кольорів, які відповідали певному типу місцевості, проте всі чотири візерунки використовували коричневий як основний колір. Три інші кольори: зелений, коричневий і чорний для лісової версії (Woodland), темно-коричневий, хакі й коричневий для пустельної версії (Desert), світло-сірий, середньо-сірий і чорний для урбаністичної версії (Urban), а також темно-коричневий, світло-сірий і коричневий для моделі пустеля/місто.

#### Тестові майданчики

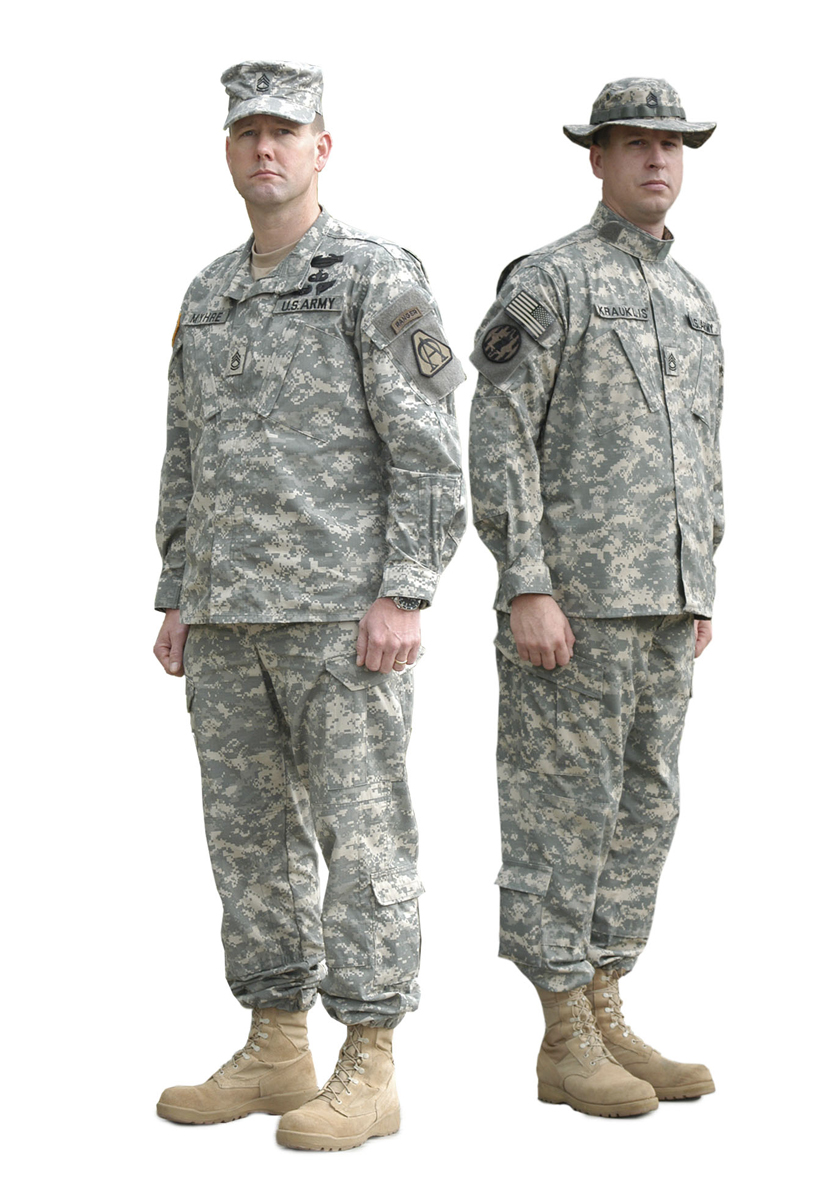
Двоє солдатів у 2005 році в армійській бойовій формі в універсальному камуфляжному візерунку

Було проведено п'ятнадцять оцінок у Форт-Беннінг, Форт-Полк, Форт-Ірвін, Форт-Льюїс і Якіма, штат Вашингтон. Потім було оцінено змішування камуфляжних візерунків з довкіллям, їх помітність, контрастність і виявлення солдатами армії США вдень, а також вночі за допомогою приладів нічного бачення.

#### Усунення шаблонів
Після тестування візерунок Shadow Line був повністю виключений разом із міською та змішаною пустеля/місто версією візерунка All Over Brush. Усі чотири візерунки Track були прийняті разом із лісовою та пустельною версією All Over Brush.

### Фази II й III
Потім шаблони були змінені та протестовані разом із нещодавно представленим шаблоном камуфляжу MultiCam, розробленим підрядником. Тестування в ближньому інфрачервоному діапазоні показало, що єдиними кольорами, які забезпечують прийнятну продуктивність, є чорний, середньо-сірий і середньо-коричневий.

### Фаза IV (системний рівень)
Усі чотири шаблони, що залишилися, Desert Brush, MultiCam, Woodland Track і Urban Track, були протестовані разом один з одним у міських, лісових і пустельних середовищах.

### Результати
Дизайн Desert Brush отримав найкращу загальну візуальну оцінку середнього денного часу. Розроблений підрядником шаблон отримав найвищий рейтинг у лісистому середовищі, але низький рейтинг у пустелі та міському середовищі. Urban Track загалом був 3-м чи 4-м найгіршим показником на кожному місці, але був найкращим у нічних умовах. Тестування інфрачервоним випромінюванням показало незначні відмінності в продуктивності чотирьох моделей. Натік оцінив візерунки від найкращого до гіршого: Desert Brush, Woodland Track Mod, розроблений підрядником Mod та Urban Track.

## Вибір кольору
Колірна схема армійської бойової форми складається з темно-коричневого (офіційна назва Desert Sand 500), сірого (Urban Grey 501) і шавлієво-зеленого (Foliage Green 502). Візерунок примітний усуненням чорного кольору. Обґрунтування видалення чорного кольору полягало в тому, що чорний — це колір, який зазвичай не зустрічається в природі. Чистий чорний колір, якщо дивитись на нього через прилад нічного бачення, може виглядати надзвичайно темним і створювати небажане висококонтрастне зображення.

## Суперечка

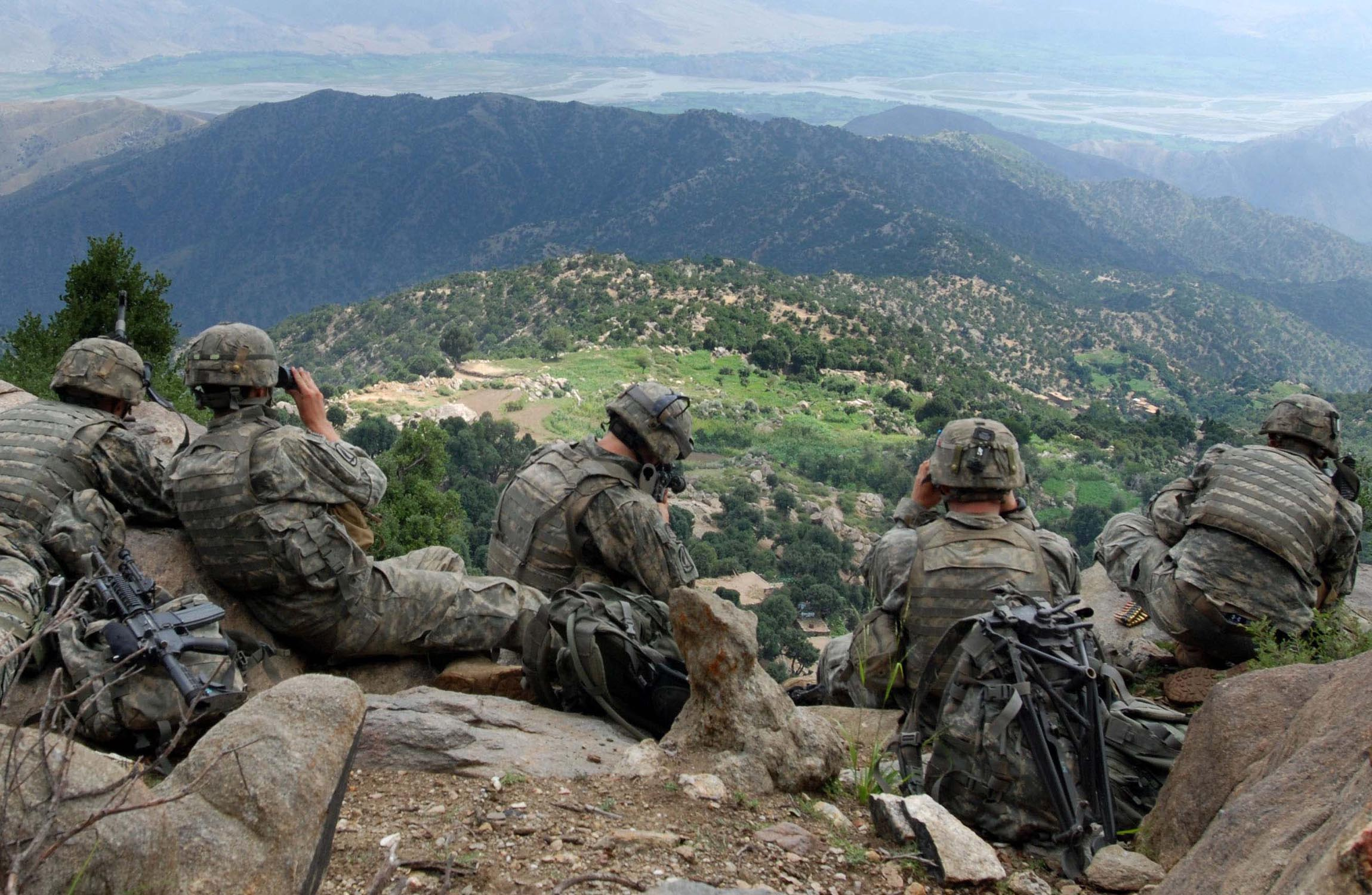
Солдати армії США в травні 2006 року в універсальному камуфляжі в провінції Кунар, Афганістан

Армія США некоректно повідомила ЗМІ, що основою для універсального камуфляжу UCP був візерунок Urban Track, який був змінений шляхом видалення чорного кольору з візерунка та переведення зображення в піксель. Згодом порівняння шаблонів показало, що інформація, надана армією США, була невірною, і що шаблон був просто триколірною версією MARPAT, похідною від канадської схеми CADPAT. Армія США не надала жодних доказів того, що нова модель універсального камуфляжу UCP пройшла належні польові випробування.
Після посилення критики щодо низької ефективності шаблону в більшості територій, таких як афганський і близькосхідний театри військових дій, використання шаблону обговорювалося в Сенаті США.
Коли Сенат прийняв законопроект 2346 Палати представників, Міністерство оборони зобов'язувалося «вжити негайних заходів для надання військової форми особовому складу, який відправляється в Афганістан, з камуфляжним малюнком, який підходить до навколишнього середовища в Афганістані». Згодом армія ініціювала повторну оцінку існуючих та альтернативних зразків камуфляжу, щоб визначити, чи це була необхідна дія. Під час випробувань, проведених Центром військових систем Natick (NSRDEC) армії США, результати показали, що три інші зразки показали значно кращі результати, ніж універсальна форма UCP у пустельних і лісових середовищах. Для заміни UCP для використання в армії було протестовано чотири комерційні матеріали.

## Припинення виробництва і заміна

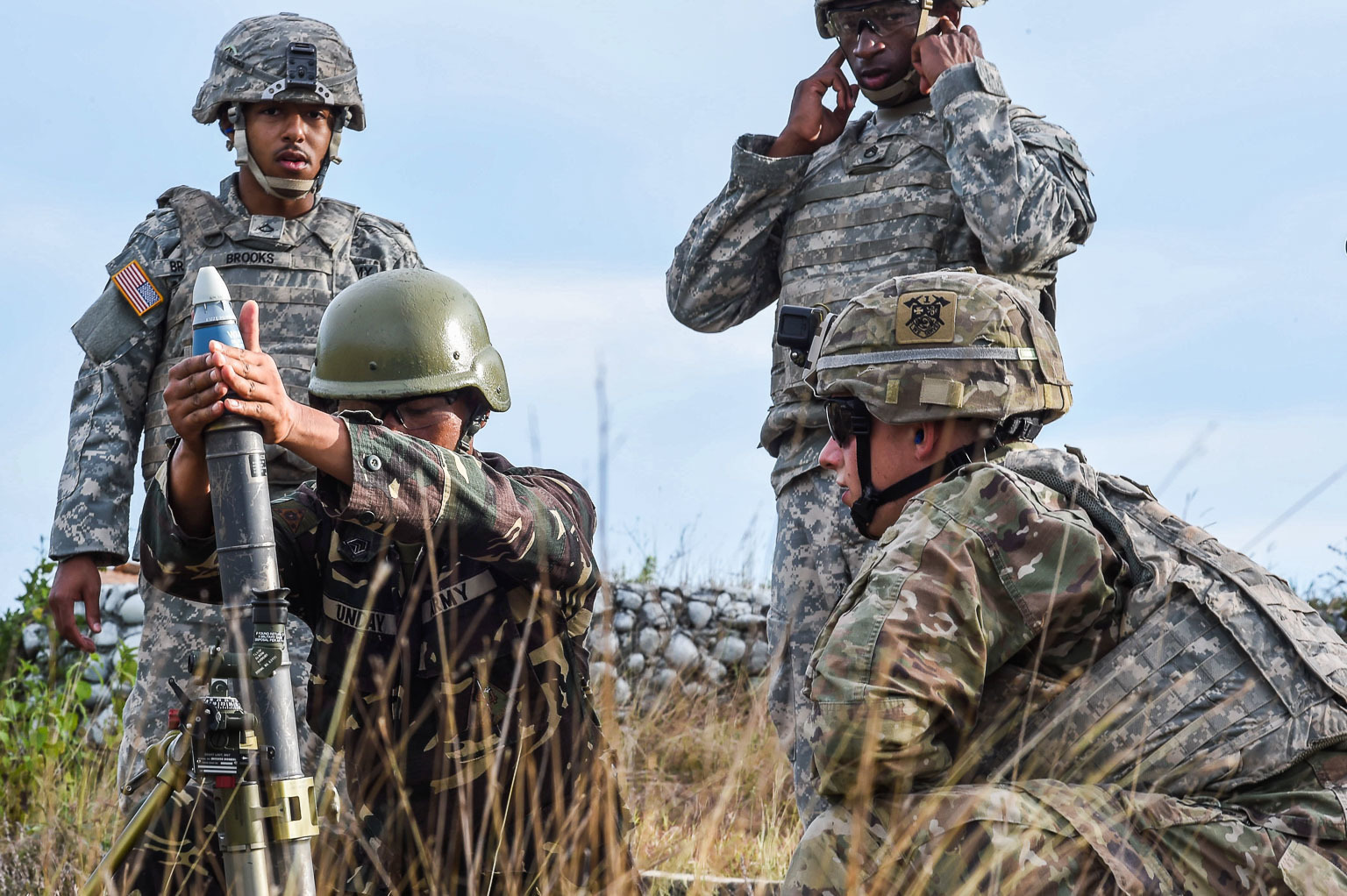
Американські солдати в травні 2017 року в одностроях ACU з камуфляжем UCP

У 2014 році армія Сполучених Штатів припинила виробництво універсального камуфляжу, і армійські дослідники розпочали роботу над новим, кращим за своїми якостями камуфляжним шаблоном. Було випробувано чотири нових шаблони, щоб надати солдатам різні візерунки, придатні для різних умов, а також один нейтральний шаблон, який можна використовувати на дорожчих бронежилетах та іншому спорядженні, яке було занадто дорого випускати у всіх варіантах.
Процес відбору включав сотні комп'ютерних випробувань, а також тестування в польових умовах в пів дюжини місць по всьому світу. У травні 2014 року армія оголосила, що для заміни універсального камуфляжу (UCP) для армійського бойового однострою (ACU) обраний візерунок під назвою Scorpion, схожий на візерунок MultiCam, який був розроблений ще у 2002 році для програми Objective Force Warrior та пізніше дещо модифікований у 2009 році (версія Scorpion W2). 31 липня 2014 року було офіційно оголошено, що з літа 2015 року почнеться перехід армії на застосування нового виду камуфляжу — оперативного камуфляжу (OCP).
Назва Operational Camouflage Pattern підкреслює його використання за межами Афганістану для всіх командувань бойових дій, з сімейством версій, що включає більш темний варіант для навколишнього середовища «джунглі-ліс» і світлішого малюнку для середовища «пустеля». Використання армією універсального камуфляжу UCP для уніформи було повністю припинене наприкінці вересня 2019 року, хоча все ще обмежено використовувалось в іншому спорядженні, наприклад, для деяких бронежилетів та спорядження для холодної погоди. Коли військові почали поступово відмовлятися від форми з універсальним камуфляжем (UCP), багато сил оборони штатів почали приймати його як свою форму.

## Користувачі

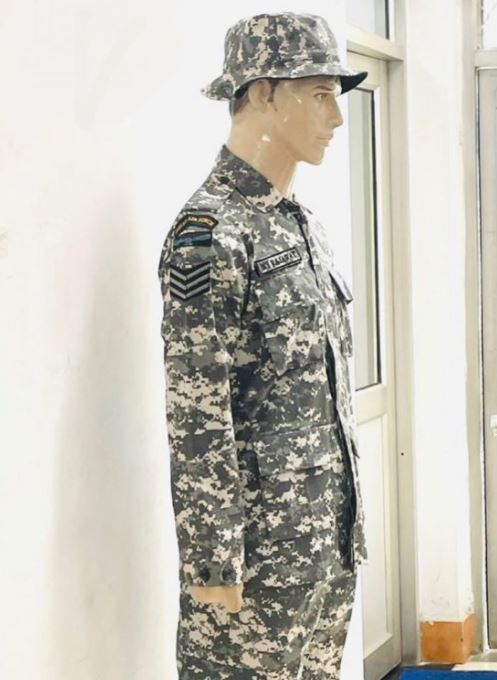
Камуфляжна форма ВПС Індії прийнята на озброєння у 2022 році

- Аргентина: використовується підрозділом Grupo Especial Uno[27].
- Азербайджан: використовується спецпідрозділом азербайджанського МВС «Кобра»[27].
- Болівія: звичайний камуфляж UCP використовується підрозділами UTARC and GICE болівійської поліції; темна колірна версія UCP використовувалась підрозділом UTOP[27].
- Боснія і Герцеговина
- Індія: використовується для міських операцій командос з підрозділу MARCOS та Paras[28]. Повітряні сили Індії прийняли схожий камуфляж у 2022 році[29].
- Іран: варіанти камуфляжу UCP використовується підрозділами морської піхоти Ісламської Республіки Іран та деякими силами спеціальних операцій Басідж[30].
- Казахстан: використовується майже усіма підрозділами казахської армії. Їх версія камуфляжу UCP має назву «КазЦифра» схожа на UCP-D де коричневий колір замінено на світло-зелений[31].
- Кіпр: використовується кіпрськими спеціальними силами (Cypriot special forces)[27].
- Ліван: ліванські морські командос використовували як місцеві варіанти камуфляжу UCP, так і однострої ACU з камуфляжем UCP армії США.
- Малайзія: використовується малазійськими підрозділами Special Task and Rescue[32].
- Мексика: використовується підрозділами державної поліції по боротьбі з кіднепінгом (State Police's Special Anti-Kidnapping Unit)[27].
- Молдова: використовується спецпідрозділами молдовської поліції[27].
- Північна Македонія: використовується підрозділами швидкого розгортання.
- Парагвай: камуфляж UCP в темній колірній гаммі використовується підрозділами Grupo Lince парагвайської національної поліції[27].
- Перу[33]
- Саудівська Аравія: камуфляж з темнішою колірною гамою використовується персоналом саудівських повітряних сил[27].
- Сербія: однострої BDU з камуфляжем UCP використовується сербським спеціальними анти-терористичними підрозділом тільки для операцій в населених пунктах[34]. Також використовується жандармерією[35].
- Угорщина: використовується підрозділами Контртерористичного центру[27].
- Україна: схожий на UCP (але з більш світло-зеленою колірною гамою) місцевий камуфляж ММ-14 («Український піксель») використовується з 2014 року регулярними підрозділами Збройних сил України та деякими спецпідрозділами.
- Чад: варіанти камуфляжу UCP використовуються деякими підрозділами чадських командос та підрозділами жандармерії Чаду по боротьбі з браконьєрством[30].
- Чилі[33].
- Чорногорія: використовується спеціальними антитерористичними підрозділами Чорногорії[36].

## Виноски
1. ↑  Some limited usage from 2004 to 2005 for prototype testing.
2. ↑  Discontinued on uniforms in 2019, now only remains in service in limited capacities such as on some cold weather equipment, overgear, and older body armor.[1][2]